# ميوكي مايدا
ميوكي مايدا (باليابانية: 前田美順؛ بالكانا: まえだ みゆき) هي لاعبة كرة الريشة يابانية، ولدت في 14 أكتوبر 1985 في كيريشيما في اليابان.

## وصلات خارجية
- ميوكي مايدا على موقع BWF.tournamentsoftware.com (الإنجليزية)
- ميوكي مايدا على موقع BWFbadminton.com (الإنجليزية)
- ميوكي مايدا على موقع اللجنة الأولمبية الدولية (الإنجليزية)
- ميوكي مايدا على موقع أوليمبيديا (الإنجليزية)